# Dějiny Olomouce

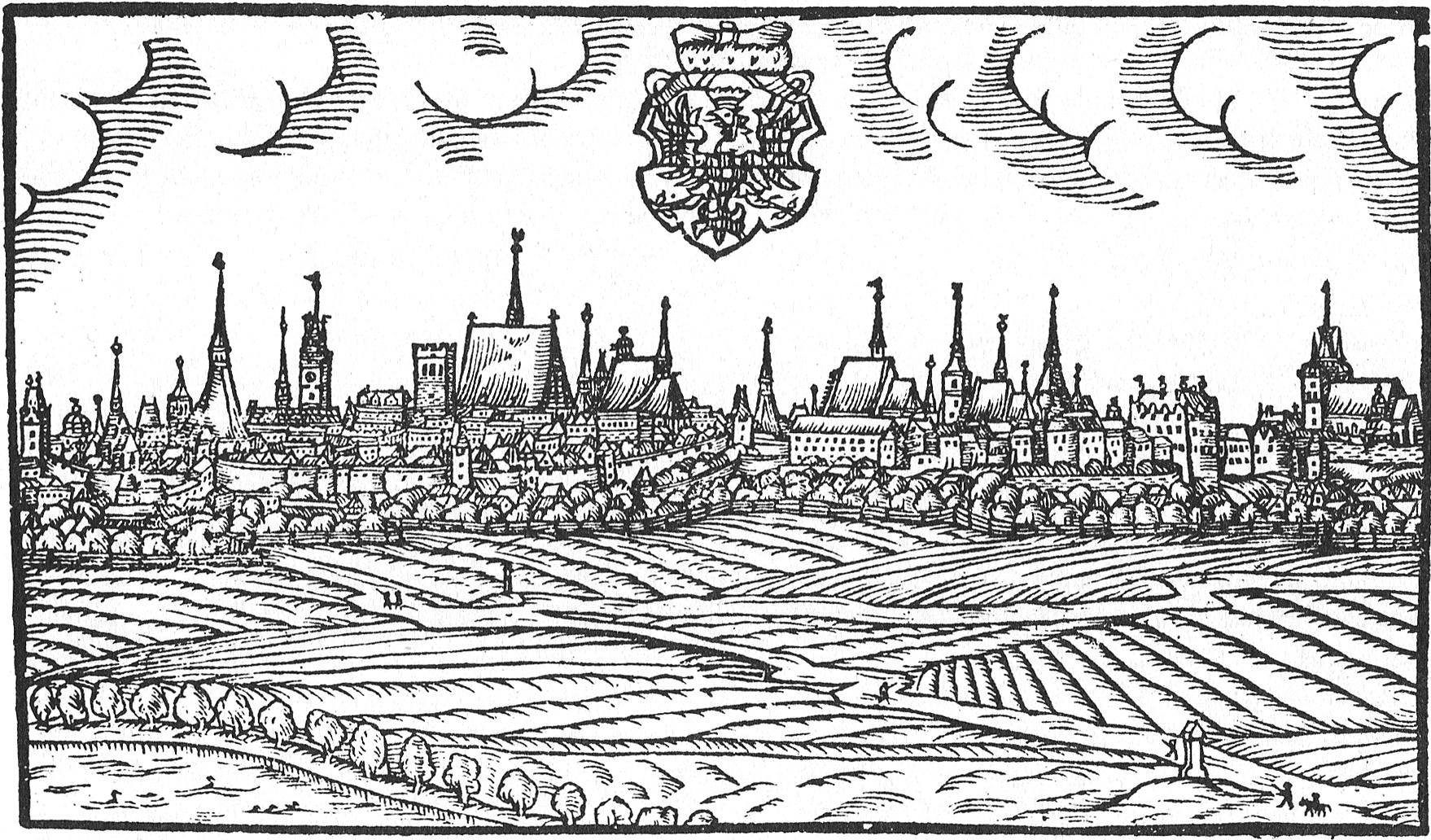
Olomouc v roce 1593 na vedutě Jana Willenberga

Dějiny Olomouce jako královského města počínají rokem 1253, ačkoli olomoucký hrad vznikl už na začátku 11. století a osídlení tohoto území je ještě mnohem starší. Olomouc byla prvním hlavním městem Moravy, později toto postavení ztratila ve prospěch Brna. Částečně kvůli ničivé švédské okupaci v letech 1642–1650, naopak díky výstavbě pevnosti odolala pruskému obléhání roku 1758. Zůstala zde přesto univerzita a v roce 1777 bylo olomoucké biskupství povýšeno na arcibiskupství. Modernímu rozvoji města ale bránil jeho pevnostní statut, takže k jeho rozšiřování mohlo dojít až po zrušení vojenské pevnosti na konci 19. století. Předměstské obce byly připojeny po vzniku Československa a vznikla Velká Olomouc, čímž se do té doby převážně německé město počeštilo. Olomouc jako původně významné statutární město byla od roku 1960 jen jedním z okresních měst, ale s počátkem 21. století se stala centrem Olomouckého kraje.

## Nejstarší dějiny

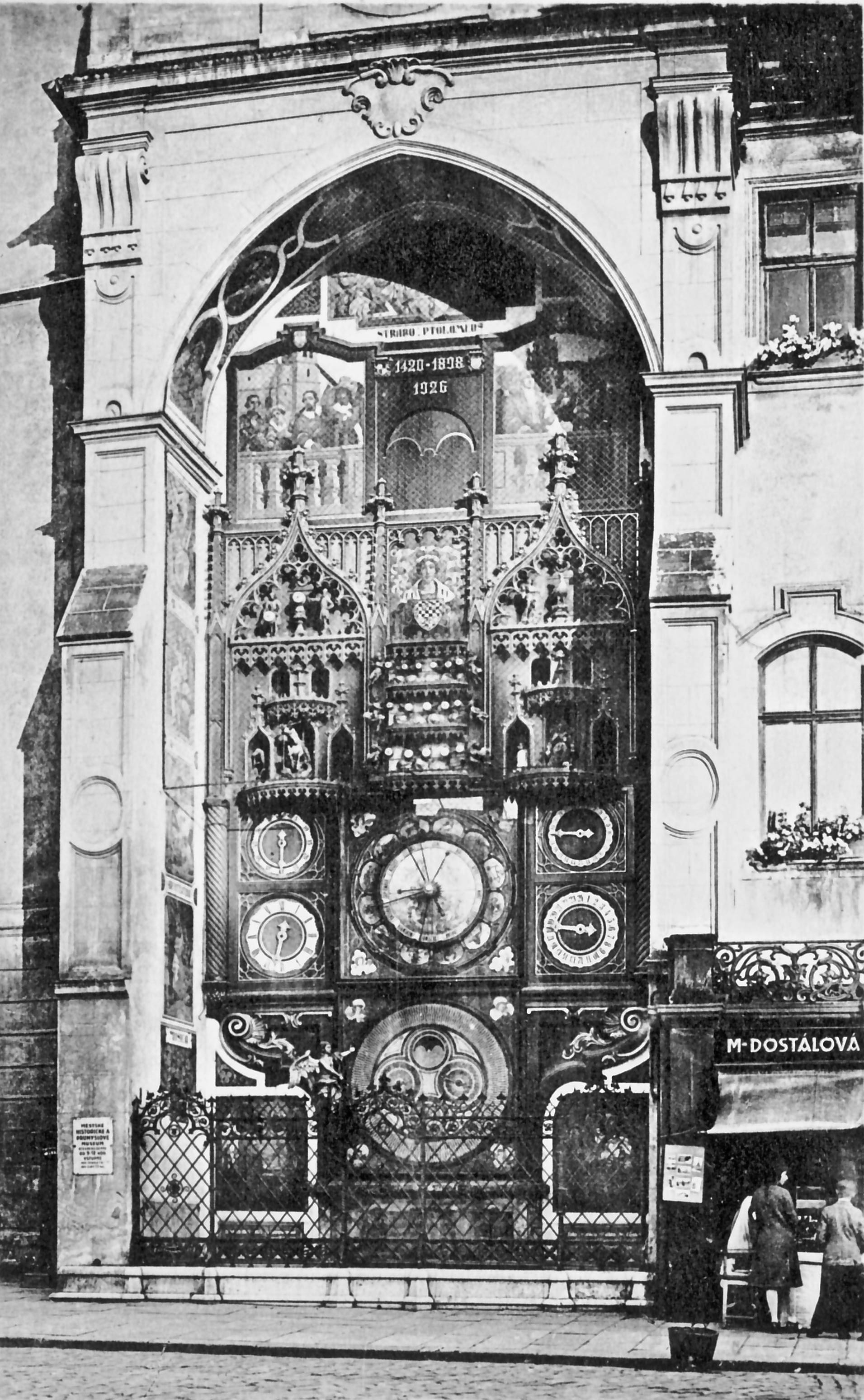
Dřívější podoba olomouckého orloje

Trvalé osídlení na území Olomouce se datuje od mladší doby kamenné (ačkoli existují i nálezy štípané industrie už ze starší doby kamenné), kdy zhruba kolem roku 4000 př. n. l. je doloženo osídlení Václavského a Petrského návrší. Podmínky pro to byly dány existencí jednoho z mála brodů přes řeku Moravu, nacházejícího se u dnešního kláštera Hradisko. Také v lokalitě Horní lán v místní části Slavonín byly objeveny neolitická sídliště a pohřebiště, ovšem na celém území dnešního města existují doklady kultur s lineární, vypíchanou nebo se šňůrovou keramikou. Na obou zmíněných vrších pak byly objeveny objekty kultury nálevkovitých pohárů z pozdní doby kamenné a velké sídliště bylo např. i u dnešního kostela sv. Mořice. Již tehdy byla Olomouc zřejmě regionálním střediskem.
Další nálezy pocházejí až ze starší a střední doby bronzové, kdy jsou (kolem roku 1700 př. n. l.) v Olomouci doloženy kultury věteřovská, lužických popelnicových polí, mohylová nebo platěnická. Z ní mj. pochází unikátní nález celé kostry pietně pohřbeného dospělého člověka bez milodarů v sídlištní jámě v Nemilanech, přičemž v té době se pohřbívalo výhradně žehem a ostatky (tedy popel) byly ukládány v popelnicích s milodary. A opět ze slavonínské lokality Horní lán pochází další nálezy z doby bronzové, známým je i zdobený sekeromlat nalezený na počátku Polské ulice. Centrální osídlení zasahovalo celý Olomoucký kopec, přičemž akropole na Václavském návrší byla opevněna.
Zcela zřetelně je doloženo i keltské osídlení Olomouce, na jejímž území se od 5. století př. n. l. do zhruba 100 př. n. l. nacházelo několik keltských osad laténské kultury, např. v Neředíně (lokalita Mýlina), Hejčíně nebo Povlu. Také při rekonstrukci kostela Neposkvrněného početí Panny Marie v Sokolské ulici byly pod podlahou objeveny keltské hroby, základy objektu a střep z nádoby, svědčící o obchodu s tehdy severněji žijícími Germány. V hrobě bojovníka v Nemilanech zase několik mečů, kopí a další výbava.
Existují také četné doklady následujícího germánského osídlení, například v Neředíně, Řepčíně, Nové Ulici, na slavonínském Horním lánu či přímo v centru města. Pravděpodobně v této době už byl nejvyšší ze tří olomouckých vršků, Michalský, využíván jako kultovní centrum. Lze usuzovat na trvalou neobydlenost tohoto návrší, kde byly četné vodní prameny a zřejmě i posvátný háj. Ten využívali jak Germáni, tak později ze severu přišlí Slované, kteří germánské obyvatele zřejmě asimilovali a poté expandovali dále na jih až k Dunaji a stezskou, později zvanou Trstenická, také do české kotliny.
Archeologickými výzkumy byl odhalen v lokalitě Mýlina na území Neředína také římský vojenský tábor, potvrzující přítomnost římských legií na střední Moravě ve 2. století n. l. během probíhajících markomanských válek. Nález římských cihel v této lokalitě svědčí o přítomnosti zděné stavby, což by znamenalo, že zde tábor existoval delší dobu (například přes jednu zimu). Neznamená to však potvrzení renesančních pověstí, podle nichž založil Olomouc sám římský císař a vojevůdce Julius Caesar, podle nějž také byl vytvořen latinský název města Iuliomontium či Iuliimons, tedy Juliova Hora (vedle běžně užívaného Olomucium či Olomutium).

## Olomouc ve středověku

### Velkomoravské období

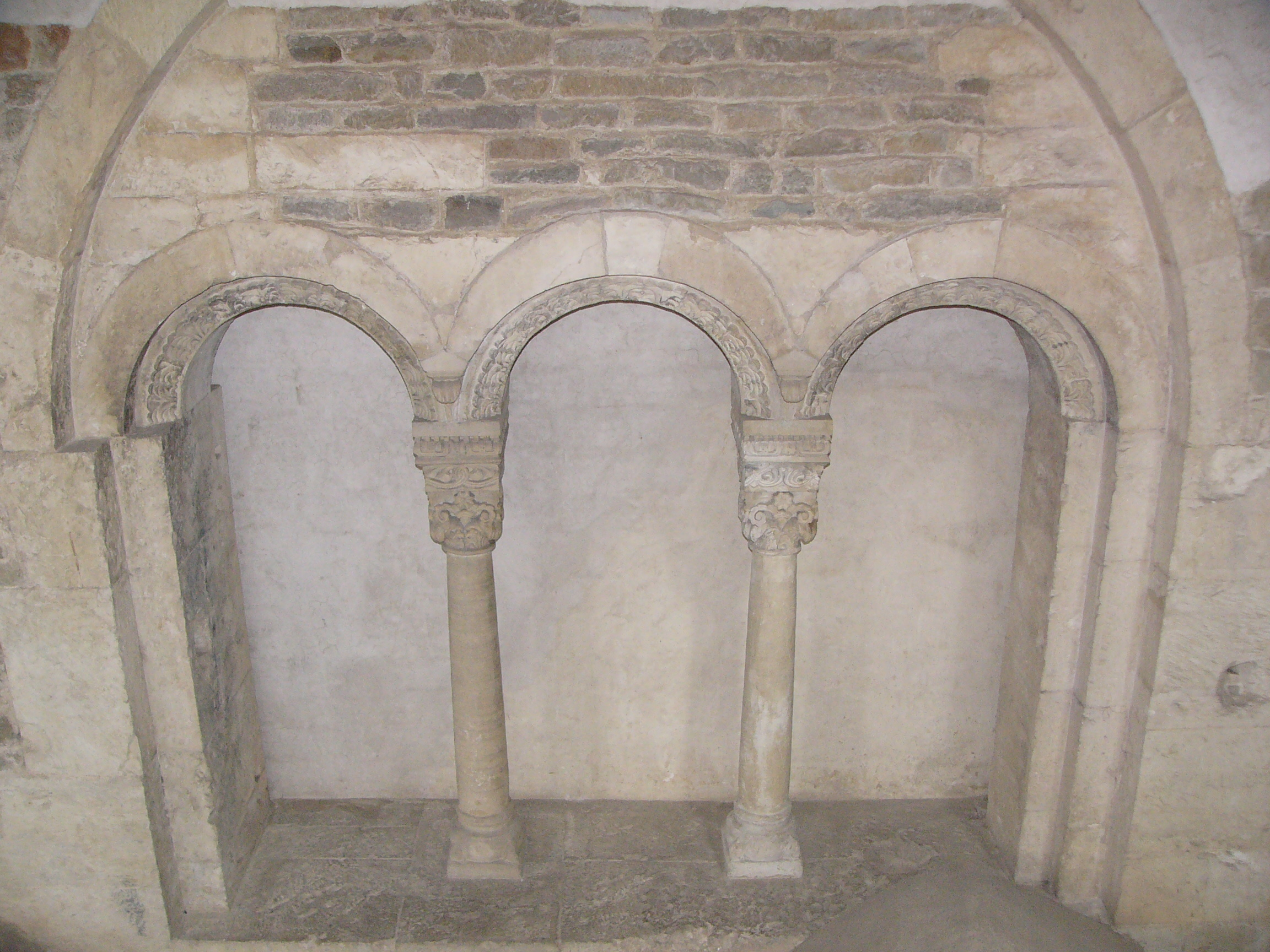
Pozůstatky románských oken ve Zdíkově paláci

Slované přišli na území Olomouce v 1. polovině 6. století a nejpozději na počátku 7. století již existovalo opevněné sídliště v oblasti dnešní části Povel. Nálezy ostruh a dalších dokladů svědčí o tom, že na tomto dvorci sídlila aristokracie. Počátkem 9. století ale bylo původní opevněné velmožské centrum na Povlu dobyto a vypáleno vojskem rodící se Velkomoravské říše, což je archeologicky doloženo. Nové velmožské centrum již coby součást státu Mojmírovců vzniklo na Petrském vršku (pozdější Předhradí) a na protějším Václavském návrší. Archeologicky jsou doloženy nejméně tři kostely z druhé poloviny 9. století, dva na Václavském vršku a jeden na dnešním Biskupském náměstí na Předhradí. Intenzivní osídlení olomouckého Předhradí trvá i v 10. století, bez ohledu na zánik Velkomoravské říše.
Po rozbití Velkomoravské říše maďarskými nájezdníky v 1. třetině 10. století severněji položená Olomouc, na rozdíl od zcela rozvrácených sídel na jihu země, dál existovala jako soustava několika sídlišť, kam se navíc stěhovalo i nové obyvatelstvo. Před polovinou 10. století nastal v životě zdejšího sídliště tragický přeryv, osada na Předhradí byla násilně zničena, není však dosud známo kým. Znovuobnovený život v místní osadě ve 2. polovině 10. století dostal nové impulsy v souvislosti s přesunem dálkových kupeckých tras. Po obsazení Panonské nížiny kočovnými Maďary byla hlavní západovýchodní transevropská stezka přenesena severněji a vedla tak z Řezna přes Prahu a Olomouc dále do Krakova a Kyjeva. To přineslo velké možnosti rozvoje místnímu sídlišti, které se kulturně a obchodně začalo orientovat ke Slezsku a Čechám.

### Součást přemyslovského státu
Postupně pak od 70. do 90. let 10. století olomouckou sídelní aglomeraci a přilehlé části střední a severní Moravy ovládla česká knížata Boleslav I. a Boleslav II. Kolem roku 999 sice celou Moravu ovládl polský kníže Boleslav Chrabrý, ale v roce 1019 byla Morava (znovu)připojena k českému přemyslovskému státu. Správcem Moravy učinil tehdejší pražský kníže Oldřich svého syna Břetislava. Břetislav coby první moravský údělný kníže pravděpodobně vybudoval nový olomoucký hrad na Václavském návrší. Někteří historici se domnívají, že Břetislav ještě sídlil na starším hradišti na protějším Petrském návrší, které navazuje na velkomoravské velmožské sídlo, a hrad na Václavském návrší budovali až jeho nástupci v druhé polovině 11. století. Obě úzce propojená návrší byla v každém případě využívána už v dřívějších staletích. Břetislav také roku 1021 z kláštera ve Svinibrodu unesl dceru bavorského velmože Jitku a žil s ní poté právě na olomouckém hradě.
Název hradu Olomouc je poprvé zapsán v Kosmově kronice jako Olomuc a Olmuc, arabskými kupci zapsán jako Olmjjz. Město získalo svůj název později právě podle názvu hradu. Olomoucký hrad je připomínán znovu v roce 1055, kdy byl až do 12. století centrem olomouckého údělného knížectví, které zahrnovalo severovýchodní polovinu Moravy, o zbývající část Moravy se dělila údělná knížata v Brně a Znojmě. Kníže Vratislav II. dal roku 1059 kolem vnitřního města postavit zeď a v roce 1063 založil, respektive obnovil v Olomouci moravské biskupství. Údělný kníže Ota spolu se svou manželkou Eufémií založil roku 1078 původně benediktinský klášter Hradisko a knížetem Svatoplukem pak byla v letech 1104–1107 zahájena stavba biskupského kostela, dnešní katedrály svatého Václava, pravděpodobně jako votivního kostela za narození svého syna Václava. Václav před svou smrtí nedokončenou stavbu věnoval biskupu Zdíkovi, který nakonec kostel dostavěl (svěcení 1131) a o 10 let později sem přenesl sídlo biskupů od dnes již zaniklého kostela svatého Petra na Předhradí.
Olomoucký biskup Jindřich Zdík ve 30. letech 12. století provedl důležité změny v organizaci kapituly a založil skriptorium, tedy písařskou dílnu. Olomouc se díky tomu stala jedním z tehdejších center vzdělanosti. K produktům skriptoria patří například Olomoucké horologium se známým dedikačním listem (uloženo v Královské knihovně ve Stockholmu). Jindřich Zdík také po roce 1141 vybudoval v sousedství katedrály sv. Václava románský palác (Zdíkův palác), mimořádný příklad architektury své doby v celočeském i východoevropském kontextu.

### Vznik a rozvoj města

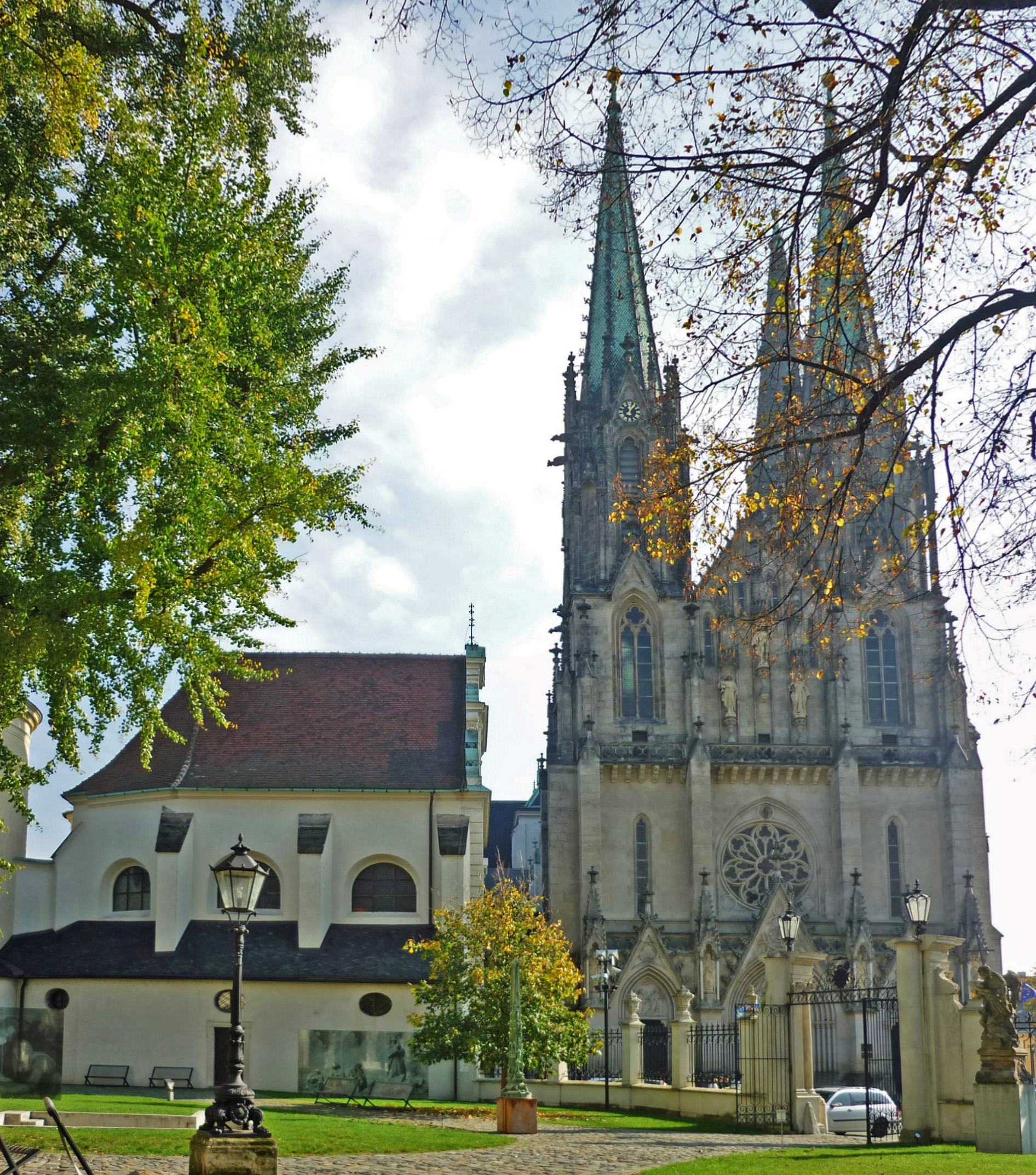
Katedrála sv. Václava a kaple sv. Anny na olomouckém hradě

Vlastní město Olomouc bylo pravděpodobně založeno mezi lety 1239–1246, ovšem až v roce 1253 se skutečně stalo královským městem. Postupně budovanými hradbami bylo vymezeno v prostoru prvotního osídlení na Předhradí, které bylo původně jen hospodářským zázemím pro knížecí a biskupský dvůr, a na západ od něj Michalskou, Blažejskou a Mořickou osadou, přičemž mezi nimi se v prostoru dnešního Horního náměstí protínaly obchodní stezky. Ostatní osady zůstaly za hradbami. Město se řídilo magdeburským právem, městskému soudu tak tehdy předsedal fojt, a bylo centrem okruhu tohoto městského práva pro další města na Moravě (města se v případě sporu o výklad práva odvolávala právě do Olomouce, kde brala tzv. naučení).
Město se rychle rozvíjelo díky dálkovému obchodu s Vratislaví, Krakovem, Prahou a s Vídní. Roku 1261 získalo privilegium pořádat výroční trh (druhý výroční trh roku 1314, třetí 1421 a čtvrtý 1641) a budovat kupecké domy, v roce 1278 získalo mílové právo a poté i další výsady. Již od samého počátku šlo o město převážně německé, ovládali ho němečtí měšťané a kupci, Češi dominovali jen v Mořické osadě (jiné zdroje uvádí, že i další předměstí „politicky“ ovládali Češi). Dne 4. srpna 1306 došlo v budově olomouckého děkanství (v sousedství dnešní katedrály sv. Václava) k zavraždění krále Václava III. a vymření královské větve Přemyslovců. Vedoucí role města byla potvrzena roku 1314, kdy král Jan Lucemburský uznal Olomouc za hlavní město Moravy, což bylo opětovně potvrzeno roku 1352 v privilegiu markraběte Jana. Přesto se zasedání zemského sněmu a zemského soudu odehrávala střídavě zde a v Brně, také zemské desky byly v letech 1348–1641 vedeny duplicitně. V roce 1351 město získalo právo nuceného skladu a roku 1378 si zřídilo vlastní radnici. V současné budově se ale začalo úřadovat až roku 1411, přičemž teprve v roce 1444 byla definitivně dokončena její stavba.
Během husitských válek (1419–1436), kdy byl např. zničen nedaleký klášter kartuziánů v Dolanech, město podporovalo Zikmunda Lucemburského. Olomouc byla totiž v tu dobu věrně katolickým městem, v němž měli asi tříčtvrteční převahu němečtí měšťané. V průběhu 15. století se město dále rozvíjelo a bohatlo, rozšiřovala se řemeslná výroba i obchod (k roku 1472 se ve městě uvádí celkem 23 cechů). Ovšem v roce 1454 byli místní Židé, kteří se usadili v prostoru dnešní Univerzitní ulice, pod vlivem kázání Jana Kapistrána vypuzeni z města a po jejich odchodu město téměř ekonomicky zkolabovalo. Následně byla proto umožněna židovským obchodníkům alespoň účast na městských trzích. V roce 1469 část českých a moravských pánů a zástupců katolických měst prohlásila v katedrále svatého Václava uherského krále Matyáše Korvína českým králem a v roce 1479 zde byla podepsána olomoucká smlouva, podle níž měl Matyáš Korvín vládnout ve vedlejších zemích Koruny, zatímco v samotných Čechách Vladislav II. Jagelonský.

## Novodobé dějiny města

### 16. a 17. století

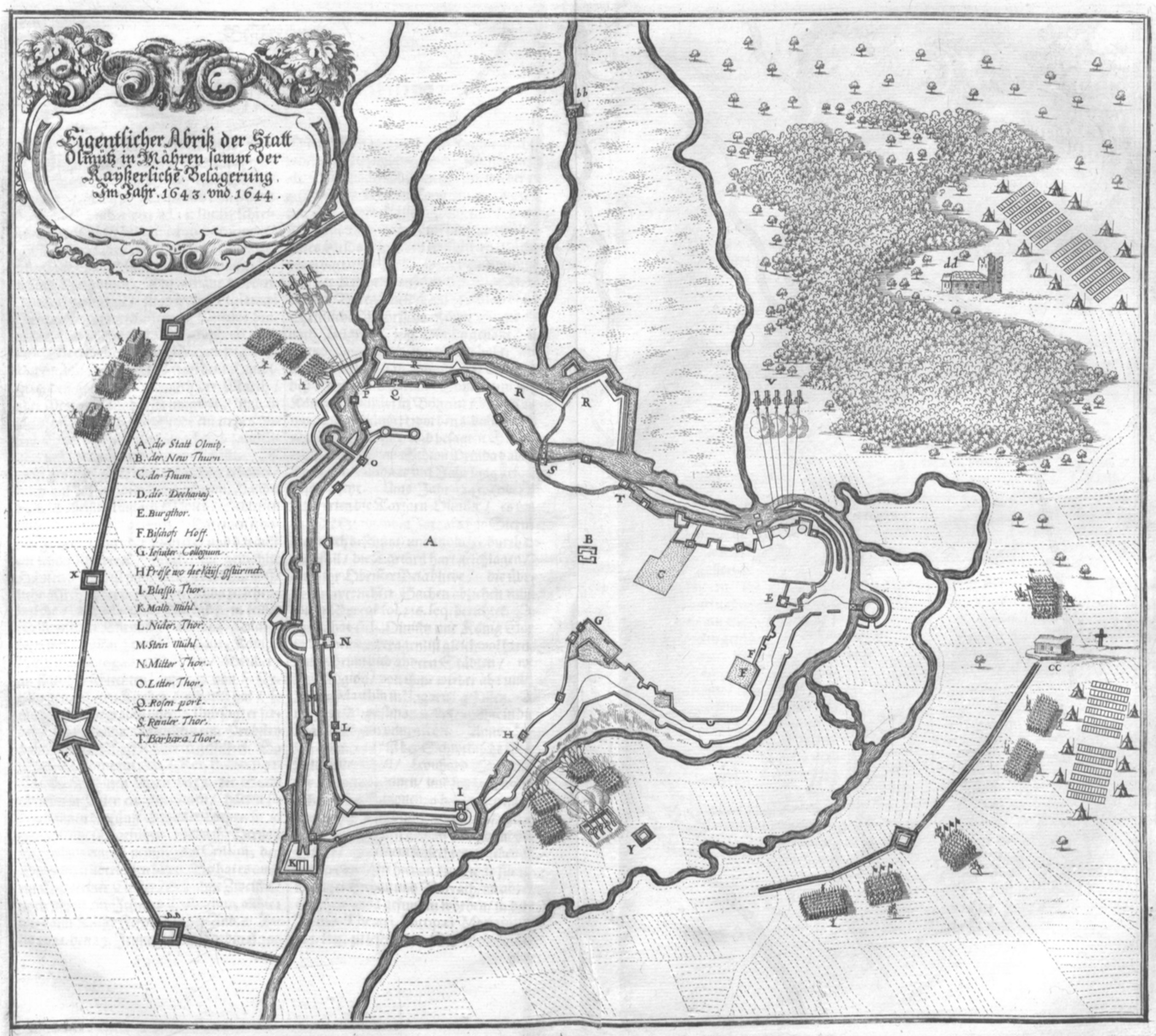
Obléhání Olomouce, okupované švédskou armádou, císařskými vojsky v letech 1643 a 1644

Rozvoj Olomouce, největšího moravského města (koncem vlády Ludvíka Jagellonského zde žilo asi 6 tisíc obyvatel), pokračoval také v 16. století, a to i přes řadu morových epidemií. V roce 1505 byla v Olomouci zřízena papírna, druhá nejstarší známá česká papírna (nejstarší byla od roku 1499 ve Zbraslavi u Prahy), a k roku 1519 je doložena existence radničního orloje, také druhého nejstaršího v českém státě. Kulturní a vzdělanostní význam města zvýraznila jezuitská akademie, založená zde v roce 1566, jejímž povýšením roku 1573 vznikla olomoucká univerzita, druhá univerzita v českých zemích. Kromě ní v Olomouci existovaly dvě významné vyšší latinské školy při katedrále a u sv. Mořice. Při univerzitě byl navíc v roce 1578 založen zvláštní papežský seminář Collegium nordicum, v rámci kterého byli vzděláváni katoličtí kněží z celé střední a zejména severní Evropy (včetně Skandinávie), s cílem zajistit pevný základ rekatolizace v těchto zemích. Olomoucký knihtisk tehdy tvořil více než polovinu celé moravské produkce.
Počátkem 17. století byla Olomouc stále největší a hospodářky nejsilnější moravské město. Doloženo je zde tehdy celkem 39 cechů a např. k roku 1619 jí patřilo 1562 předměstských usedlostí a platila také čtyřikrát větší daně než Brno, které mělo jen 585 poddaných. Domů ve vlastním městě měla v té době Olomouc 581 a Brno 386. Téhož roku se ale zapojila do odboje českých stavů proti habsburské monarchii a uvítala Fridricha Falckého, aby po bitvě na Bílé hoře musela přísahat Ferdinandovi II., který přesto olomouckou městskou radu raději podřídil svému rychtáři. Dne 17. března 1620 v Olomouci zemřel na následky mučení Jan Sarkander, později prohlášen za svatého.
Během tohoto století také začal význam města postupně klesat. Olomouc postihly nucené kontribuce a rabování během třicetileté války, znovu několik morových epidemií a v roce 1637 velký požár zničil na 70 domů. Kromě toho byl o rok dříve v Brně zřízen královský tribunál, zeměpanský úřad s rozsáhlými správními a soudními pravomocemi. Na krátkou dobu se sice přesunul do Olomouce, ale roku 1641 nařídil císař Ferdinand III. jeho opětovné přeložení do Brna, a to spolu s definitivně sjednoceným zemským soudem a sloučenými zemskými deskami. Tím se Brno stalo jediným sídlem nejvyšších zemských úřadů, de facto hlavním městem Moravy.
Největší ranou byla ale okupace města Švédy, když se dne 14. června 1642 město vzdalo armádě generála Lennarta Torstensona. Během této okupace počet obyvatel města klesl na pouhých 1675 obyvatel (dobové zprávy uvádí z původních 30 tisíc, reálně však asi z 10 tisíc), ze 623 měšťanských domů zůstalo obyvatelných jen 145 a ze 77 šlechtických obydlí pouze 23. V letech 1643 a 1644 až 1645 město neúspěšně obléhala císařská armáda. Švédská vojska město, kterému tehdy reálně hrozil úplný zánik, opustila až v roce 1650, dva roky po vestfálském míru. Ferdinand III. ale roku 1655 prohlásil Olomouc díky její strategické pozici pevnostním městem, čímž zahájil dlouhodobou výstavbu olomoucké pevnosti. Projekt přestavby dosavadního městského opevnění vypracoval v roce 1658 polní maršálek Louis Raduit de Souches a do konce 17. století došlo k výstavbě několika bastionů na severní a východní straně města.

### 18. století
Roku 1709 opět přišel velký požár, který zničil přes polovinu města, vyhořel mj. kostel sv. Mořice. Po něm se však ještě zintenzivnila barokní výstavba, která dala Olomouci tvář, jakou má dodnes. Kromě řady paláců a různých církevních staveb byl v tomto slohu postaven např. sloup Nejsvětější Trojice, mariánský sloup nebo soubor šesti kašen, došlo také na obnovu kláštera Hradisko nebo stavbu poutního kostela na Svatém Kopečku. Jako malíř zde tehdy působil především Jan Kryštof Handke. Roku 1725 zahájila v Olomouci výuku stavovská akademie, konkurentka jezuitské univerzity, a v roce 1746 zde byla založena Societas eruditorum incognitorum in terris Austriacis, první učená společnost na území ovládaném rakouskými Habsburky. Časopis společnosti Monatliche Auszüge byl také prvním vědeckým časopisem na území Habsburské monarchie. Obdobně zde později vznikla společnost Patriotisch-oekonomische Privatgesellschaft zabývající se vydáváním přírodovědných, hospodářských a technických spisů.

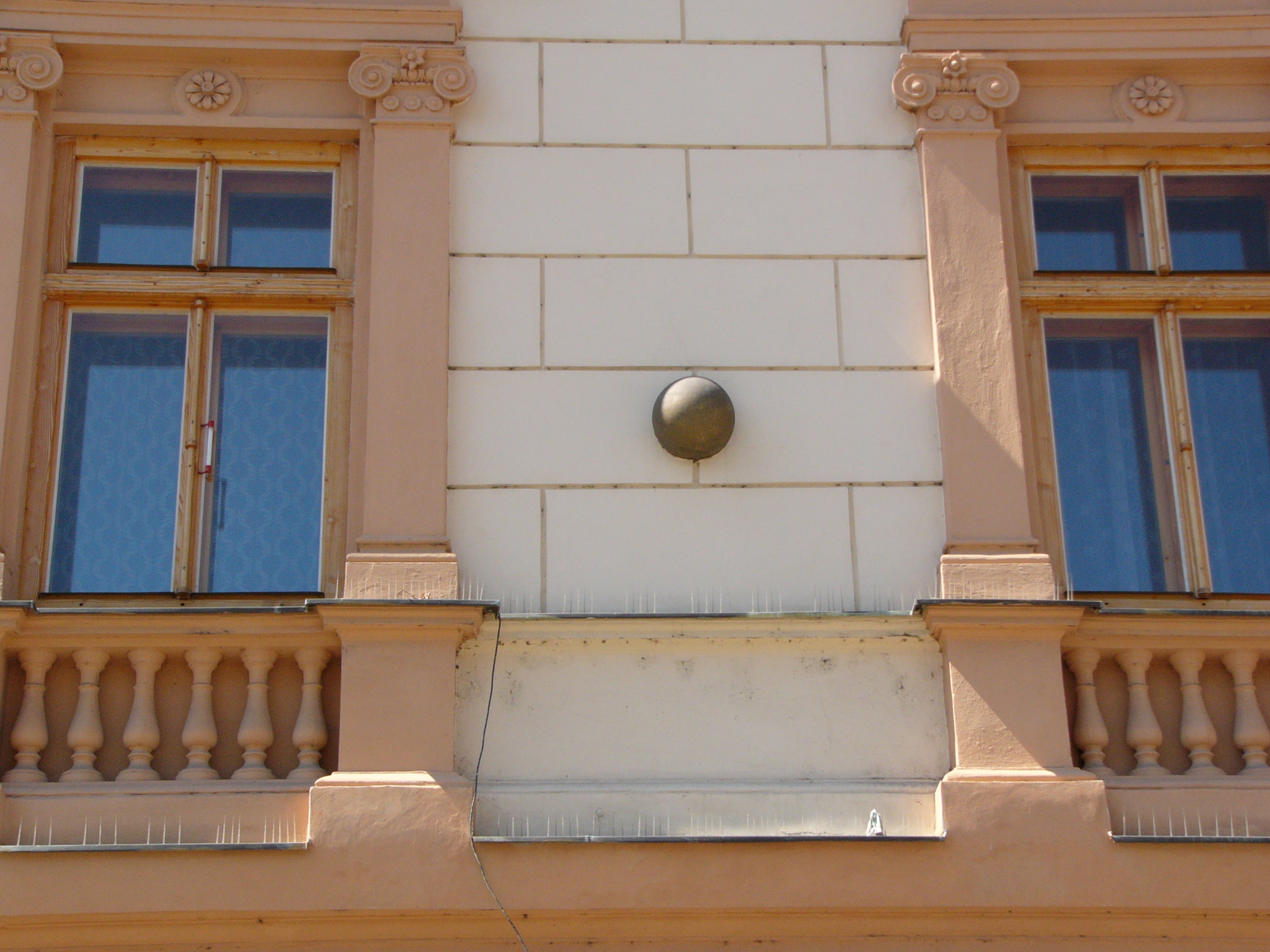
Dělová koule na fasádě domu na Dolním náměstí jako upomínka na pruské obléhání z roku 1758

Po vpádu pruských vojsk Fridricha II. Velikého byla 27. prosince 1741 v klášteře Hradisko vyjednána kapitulace Olomouce a obsazení města Prusy, ale v noci z 22. na 23. dubna 1742 Prusové Olomouc rychle opustili kvůli mobilizaci rakouských vojsk na jižní Moravě. Dne 11. června 1742 se vratislavským mírem Olomouc stala hraniční pevností a Marie Terezie nechala vypracovat projekt přestavby pevnosti. Ten zpracoval ženijní generál Pierre Philippe Bechade de Rochepin. Úplná bastionová pevnost, kvůli které však muselo být zbořeno asi 350 domů na předměstích, pak byla dobudována v roce 1756, osvědčila se hned dva roky poté.
Olomouc byla totiž v roce 1758 znovu obležena pruskou armádou, která během 36 dnů obléhání od 28. května do 2. července vypálila na město celkem 103 533 dělových koulí, 25 624 pum a granátů a 700 projektilů. Město se tentokrát díky posílenému opevnění ubránilo a zachránilo jej také rakouské vítězství 30. června v bitvě u Domašova, kde Prusové přišli o obrovský konvoj se zásobami pro obléhající vojska. Pruská vojska se poté stáhla zpět do Slezska. Na základě tohoto úspěchu Marie Terezie ještě téhož roku nobilitovala členy městské rady a vylepšila městský znak, v roce 1762 pak městu navíc potvrdila výsadu používat čestný titul „královské hlavní město Olomouc“.
Skutečný význam města se tím však nezměnil, neboť úřady s celozemskou působností zůstaly i nadále v Brně a navíc byl roku 1786 zřízen tzv. regulovaný magistrát se jmenovanými radními i purkmistrem. Naproti tomu kulturní význam města, stále převážně německého charakteru, opět vzrostl, když bylo olomoucké biskupství roku 1777 povýšeno na arcibiskupství. Jako podřízená biskupství měla být založena brněnské a opavské; druhé jmenované však pro spory s řádem německých rytířů nakonec nevzniklo. V roce 1782 se také do Olomouce vrátily lyceum (před přeložením roku 1778 původní univerzita) a stavovská akademie, které byly spolu se Studijní knihovnou, zřízenou roku 1774, přeloženy na několik let do Brna.

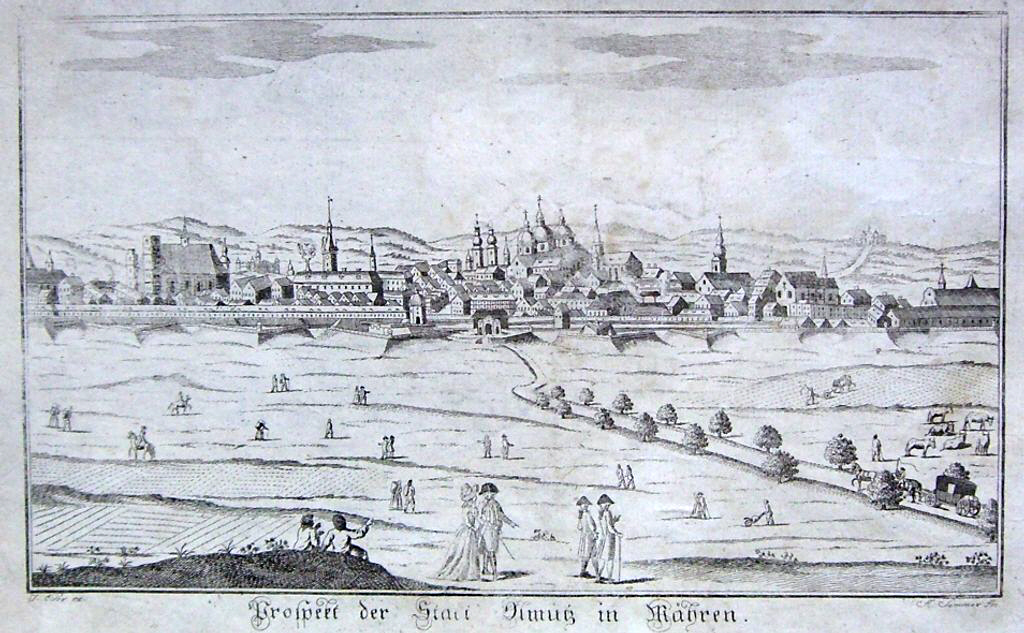
Pohled na Olomouc v roce 1795

Stejně jako předtím Marie Terezie, i Josef II. často zavítal do Olomouce. Během josefínských reforem bylo roku 1773 zakázáno pohřbívání ve městě, hřbitovy se proto přesunuly za hradby, bylo také zrušeno několik kostelů a šest z celkem devíti zdejších klášterů (zbyli tak jen dominikáni v dnešní Sokolské ulici, kapucíni na Dolním náměstí a voršilky v Kateřinské ulici). Zrušen byl i premonstrátský klášter Hradisko, kam byla nakonec umístěna vojenská nemocnice. Tehdejší doba ovšem přála divadlům a veřejným koncertům a Olomouc nezůstala pozadu. Při útěku před černými neštovicemi během zastávky v Olomouci roku 1767 zde např. jedenáctiletý Wolfgang Amadeus Mozart zkomponoval 6. symfonii F dur. Před a v průběhu napoleonských válek bylo v Olomouci také vězněno několik představitelů revoluční Francie, především v letech 1794–1797 francouzský generál markýz La Fayette, též hrdina americké války za nezávislost.

### 19. století

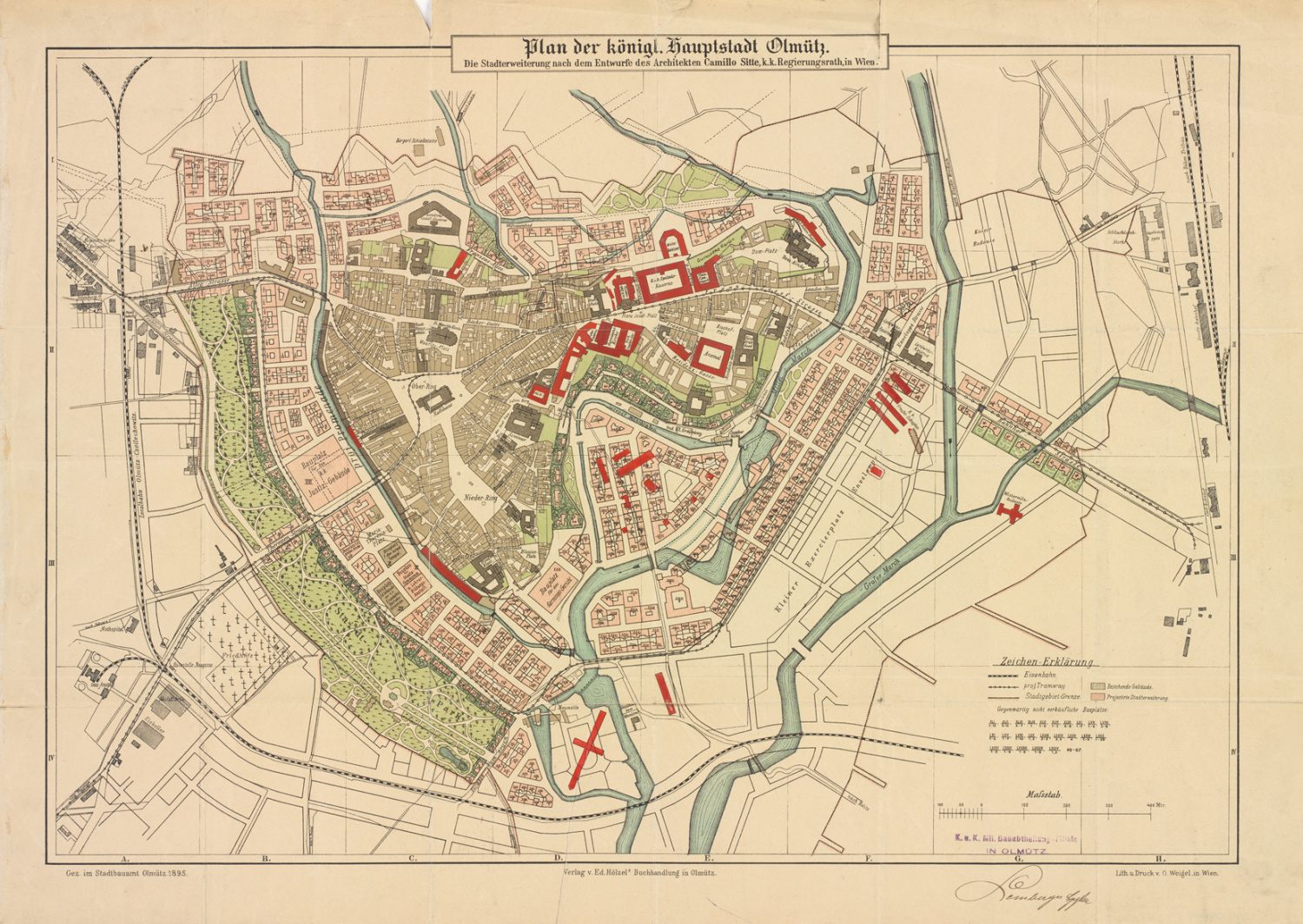
Regulační plán rozvoje Olomouce podle Camilla Sitteho

První polovina 19. století byla charakterizována poklidným měšťanským životem (biedermeier), v Olomouci vzhledem k neexistenci průmyslu žilo jen minimum dělníků a zdejší měšťané se již sžili s vojáky zdejší posádky (v letech 1829–1830 byl pevnostním velitelem hrabě Radecký), jichž bylo zhruba pět tisíc. Kromě nich ve městě žilo asi 10 tisíc obyvatel a na předměstích další tři tisíce. V roce 1823 věnoval Ludwig van Beethoven svou právě dokončenou Missu solemnis olomouckému arcibiskupu Rudolfu Janovi. Roku 1830 bylo konečně postaveno stálé kamenné divadlo a o tři roky dříve bylo lyceum opět povýšeno na c. k. Františkovu univerzitu, ovšem stavovská akademie byla naopak v roce 1847 definitivně přemístěna do Brna, kde dala základ vysoké škole technické. Olomouci se nevyhýbal ani nástup moderní doby. Město leželo na křižovatce čtyř významných císařských silnic, pražské, brněnské, haličské a slezské, a dne 17. října 1841 byla do Olomouce z Přerova dovedena odbočka Severní dráhy a vybudováno městské nádraží. Následovala stavba železnice do Prahy a 20. srpna 1845 projel první slavnostní vlak na trase Vídeň – Olomouc – Praha.

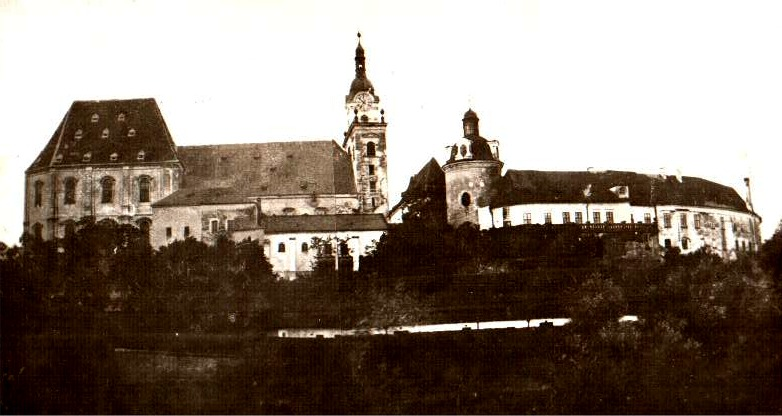
Olomoucký hrad v polovině 19. století, ještě před regotizací katedrály sv. Václava

V důsledku revoluce, která roku 1848 vypukla ve Vídni, se císařský dvůr Ferdinanda I. Dobrotivého přestěhoval 14. října dočasně do Olomouce. Dvůr zde pak pobýval až do května následujícího roku a mezitím v arcibiskupském paláci nastoupil 2. prosince 1848 na trůn císař František Josef I. Téhož roku byla v Olomouci založena pobočka Slovanské lípy jako první český politický spolek na Moravě, začaly být vydávány první české Prostonárodní holomoucké noviny a také byl umožněn Židům, vypuzeným už roku 1454, návrat do města. Revoluce byla zpočátku měšťany přijata velmi příznivě, vzápětí se však projevily rozpory mezi velkoněmeckým programem, který požadovala zejména německá inteligence, a austroslavismem, prosazovaným českou stranou. Např. ještě před Palackým odmítli účast na frankfurtském parlamentu profesoři olomoucké univerzity Jan Helcelet a Ignác Jan Hanuš.
Po porážce revoluce a rozehnání kroměřížského sněmu byla ještě v Olomouci císařem vydána oktrojovaná ústava, poté se dvůr vrátil do Vídně. V nových poměrech svou činnost ukončily české i německé spolky, na univerzitě se přestalo vyučovat česky a přestaly také vycházet české noviny. Pozitivní změna nastala prakticky pouze v tom, že Olomouc se v rámci nově ustaveného obecního zřízení stala statutárním městem a opětovně si sama volila svůj obecní výbor a své starosty. Dne 29. listopadu 1850 zde byla uzavřena tzv. Olomoucká punktace, zajišťující habsburské monarchii dočasně převahu nad Pruskem, a v letech 1851 a 1853 se v Olomouci František Josef I. setkal s ruským carem Mikulášem I.

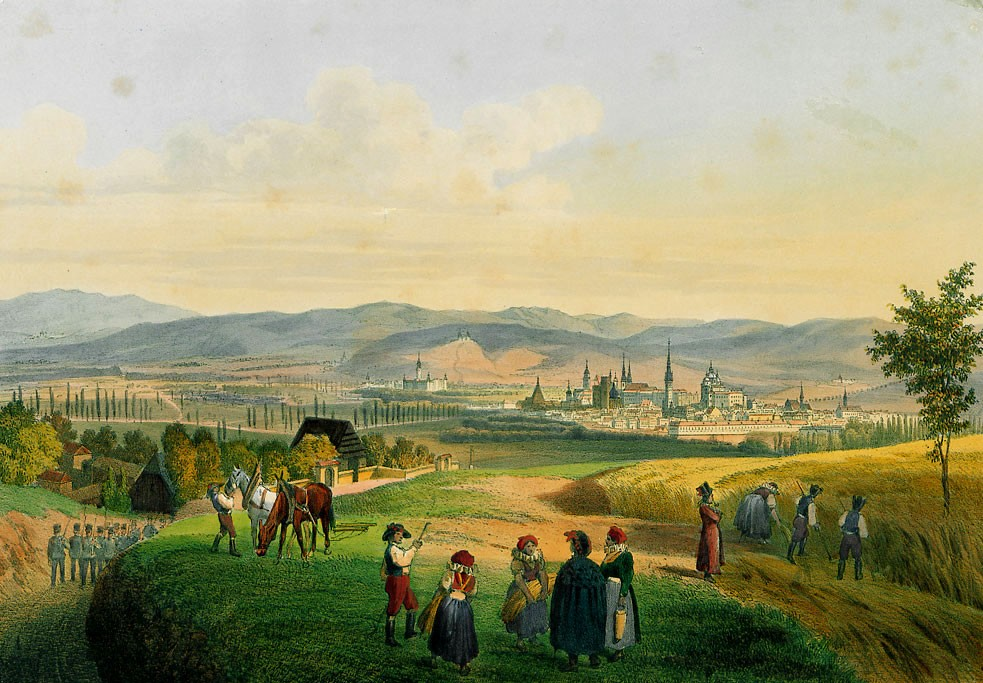
Pohled na Olomouc v roce 1853

Když byla v roce 1850 zavedena krajská správa, byl zde zřízen kromě krajského úřadu i krajský soud, téhož roku se v Olomouci ustavila obchodní a živnostenská komora. Naproti tomu byla postupně rušena původní univerzita, nejdříve se z jejího svazku vyvázalo lékařsko-chirurgické učení s babickou školou, roku 1851 se uzavřela filozofická fakulta a roku 1855 právnická fakulta, až roku 1860 byla zrušena celá univerzita, z níž zbyla jen teologická fakulta prohlášená za samostatnou vysokou školu. Jako jisté zadostiučinění bylo 1. října 1867 založeno Slovanské gymnázium s českým vyučovacím jazykem. Od 60. let se také pomalu začal obnovovat jak německý, tak český kulturní a spolkový život (např. hudební spolky Musikverein a Žerotín, tělocvičné Turnverein a Sokol apod.).
Během prusko-rakouské války se ukázala nadbytečnost olomoucké pevnosti, kterou pruská vojska prostě jen obešla a která bránila modernímu rozvoji města. Ovšem až v listopadu 1888 došlo do Olomouce císařské nařízení vydané už 9. března 1886, kterým byla pevnost zrušena. Přesto již v roce 1876 byla zbořena Hradská brána vedoucí na východ směrem k železničnímu nádraží, což předznamenalo další rozšiřování města. Jako první byl na uvolněném místě postaven urbanistický soubor Dómské čtvrti (Domviertel). Jako památku na pevnost se město i pod vlivem urbanisty Camilla Sitteho, který pro Olomouc vypracoval regulační plán, rozhodlo zachovat jen Terezskou bránu. Následující léta byla ve znamení dalšího rozvoje, modernizace a rozšiřování města, např. roku 1898 byla dostavěna Zemská nemocnice s porodnicí a o rok později začaly v Olomouci jezdit tramvaje.

### 20. století
Také ve dvacátém století se pokračovalo v celkovém rozšiřování městské zástavby, jak na východě směrem k nádraží, tak především na západě města, kde vznikla okružní komunikace s hodnotnými domy v historizujícím slohu, tzv. olomoucký Ring po vzoru vídeňské Ringstraße. Výstavba byla realizována i v historickém centru, kde se např. u vily Primavesi uplatnila secese. Došlo na regulaci řeky Moravy a do Olomouce také stále více pronikal průmysl, který se koncentroval především kolem hlavní železniční trati. I přes zrušení univerzity se postupně rozvíjel vědecký život, kupř. dne 7. prosince 1905 zde provedl první úspěšnou transplantaci (oční rohovky) na světě Eduard Konrád Zirm. Roku 1907 byla postátněna česká reálka, která byla založena pět let předtím. Kromě ní, Slovanského gymnázia a českého dívčího ústavu Pöttingeum zde už delší dobu působila německá reálka, gymnázium, obchodní akademie a dívčí Elisabethinum. Německá převaha ve městě však postupně, mj. vlivem českého přistěhovalectví z venkova, slábla (k roku 1910 v Olomouci žilo 13 tisíc Němců a už 8 tisíc Čechů).
Přes moderní rozvoj město však až do vzniku Československa ovládala zcela německá radnice, která nechtěla, aby k ní byly připojeny převážně české předměstské obce. Teprve v roce 1919 proto připojením dvou měst (Hodolan a Nové Ulice) a 11 vesnic (Bělidel, Černovíra včetně Klášterního Hradiska, Hejčína, Chválkovic, Lazců, Neředína, Nových Sadů, Nového Světa, Pavloviček, Povelu a Řepčína) mohla vzniknout Velká Olomouc. Při sčítání v roce 1921 tak již v Olomouci žilo 57 206 obyvatel (Němci tvořili 27,6 %). Z toho nicméně bylo pět tisíc vojáků, protože Olomouc byla stále vojenským městem, sídlila zde po Praze druhá nejpočetnější posádka. Původně se z Olomouce mělo stát sídlo župy, nakonec však bylo zachováno zemské zřízení. Působila zde ale stále řada institucí nadokresního významu: arcibiskupství, teologická fakulta, městské divadlo s operou, činohrou i operetou, krajský soud, obchodní a živnostenská komora, ředitelství státních drah a od roku 1919 také plodinová burza. Vycházely zde tehdy deníky národnědemokratický Pozor, katolický Našinec, sociálnědemokratický Nový den, liberální Mährisches Tagblatt, nacionální Die Deutsche Zeitung, agrární Selské listy, živnostenský Moravskoslezský deník a také Moravský večerník. Kromě tiskárenského průmyslu v Olomouci existovaly významné železárny nebo cementárny, nejvíce se ale rozvíjel průmysl potravinářský, zejména cukrovary, sladovny, čokoládovny apod. Celorepublikového významu dosáhla i velkoobchodní firma ASO. Po Mnichovu se z Olomouce stalo prakticky pohraniční město, kam mířili uprchlíci za zabraného pohraničí. Bylo zde také zřízeno velitelství 2. armády v čele s divizním generálem Vojtěchem Lužou.
Německá okupace města
Během německé okupace bylo 15. března 1939 město obsazeno německou armádou, přičemž již následující noci na 16. března byla nacisty vypálena olomoucká synagoga. Olomouc byla do roku 1942 sídlem úřadu oberlandráta, poté byl jeho obvod připojen k Ostravě, ovšem působily zde také pobočky brněnského gestapa a německého zemského soudu (Landgericht) nebo krajské vedení Národního souručenství. Období protektorátu bylo charakterizováno stále větším omezováním českého veřejného života, především ale pronásledováním Židů, arizací jejich majetku a odsunem do koncentračních táborů. Z původních 2196 členů zdejší náboženské obce se jich pádu Třetí říše dožilo jen 288 a z transportů se jich zpátky vrátilo asi 6 %. Před koncem války Němci zamýšleli z Olomouce vytvořit obrannou pevnost, ale ještě dlouho před příchodem Rudé armády ji změnili na pouze „hájené město“, protože už neměli dost mužů. Tehdy také zesílila odbojová a partyzánská činnost, Němci přesto dokázali reagovat např. vypálením nedalekého Javoříčka a v poslední den války ještě vyhodili do vzduchu Andrův stadion, který sloužil jako muniční sklad. Olomouc byla osvobozena Rudou armádou 8. května 1945.
Poválečná historie města

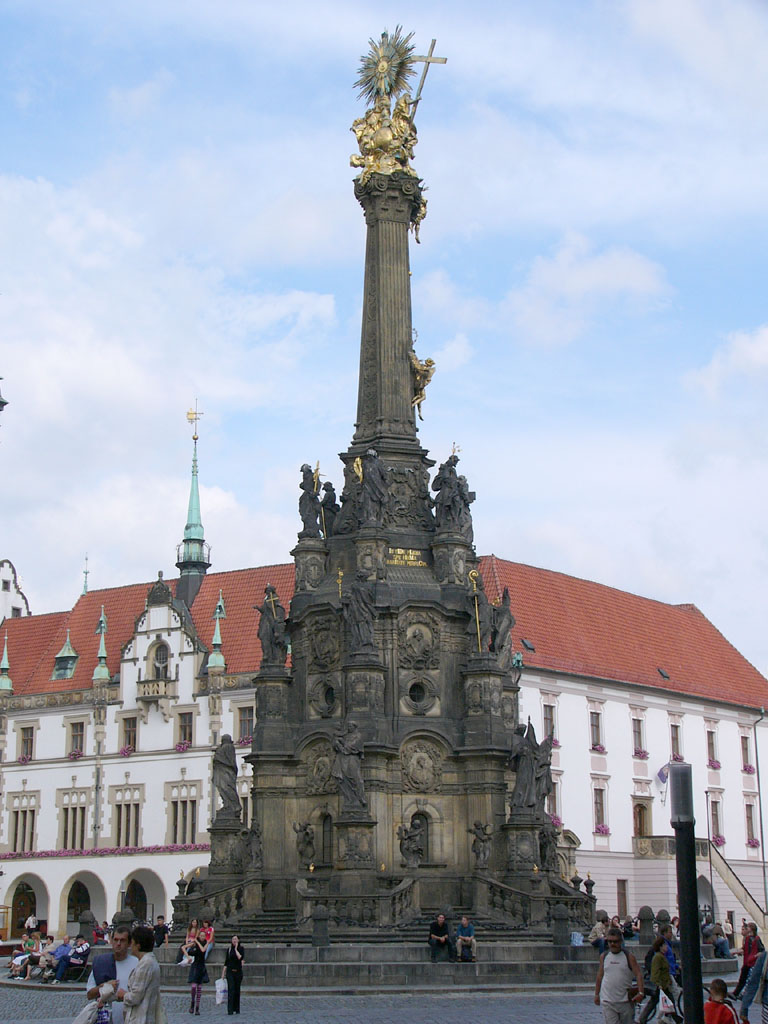
Sloup Nejsvětější Trojice zapsaný do seznamu světového kulturního dědictví

Olomoučtí Němci, z nichž řada nejdříve prošla internačním táborem v Hodolanech, byli poté vysídleni, čímž zcela zanikl tzv. olomoucký jazykový ostrov. Šlo celkem asi o 18 tisíc osob. V roce 1946 byla obnovena Univerzita Palackého, jejíž fakulty se po jisté době ustálily na čtyřech: filosofické, přírodovědecké, lékařské a pedagogické. Po Únoru 1948 začaly tzv. akční výbory provádět „očistu veřejného života“, kromě politických odpůrců se nový režim v Olomouci zaměřil zvláště na římskokatolickou církev, byly rušeny kláštery, uzavřena teologická fakulta a nový arcibiskup Matocha byl fakticky internován. V roce 1957 město navštívil Olomouc Nikita Sergejevič Chruščov i přesto, že Olomouc byla degradovaná z důležitého krajského města na okresní sídlo  ve prospěch protežované hornické Ostravy. Až v 60. letech došlo k uvolnění a rozvoji kultury, v Olomouci pro to byly výhodné podmínky, neboť kromě univerzity zde působila Moravská filharmonie, státní divadlo nesoucí jméno Oldřicha Stibora (se soubory činohry, opery, baletu a operety), oblastní galerie, vlastivědný ústav, státní vědecká knihovna, studio Československého rozhlasu a hvězdárna. Působilo zde také několik divadel tzv. malých forem, např. Studio LUT, Zápalka, RADIONKAbaret nebo SKUMAFKA. Významným se stal rok 1971, kdy byla v už celkem zanedbaném historickém jádru města vyhlášena městská památková rezervace, tehdy probíhající normalizace ovšem jinak znamenala značný kulturní i společenský útlum. Z hlediska administrativního vývoje byla Olomouc v letech 1949–1960 centrem kraje, který byl ale poté zrušen a město už bylo jen sídlem okresu, který spadal do územně poměrně nesourodého Severomoravského kraje s centrem v Ostravě. V 70. letech ale proběhlo další rozšiřování města: v roce 1974 došlo k připojení Droždína, Holic, Chomoutova, Radíkova, Samotišek, Slavonína, Svatého Kopečku a Týnečku, v roce 1975 Břuchotína, Bystrovan, Křelova, Nedvězí, Nemilan a Topolan a nakonec roku 1980 Lošova (Bystrovany a Samotišky se ale v roce 1992 opět osamostatnily a roku 1994 také Břuchotín s Křelovem). Roku 1978 pak Olomouc, řízená městským národním výborem, poprvé přesáhla hranici 100 000 obyvatel.
Sovětská okupace města
V srpnu 1968 během invaze vojsk varšavské smlouvy a „dočasnému“ pobytu okupačních vojsk. Bylo město Olomouc s největší posádkou v celém Československu. V Olomouci existovalo několik sídlišť s paneláky, které byly postaveny okupační správou města. Tyto sídliště byly obehnány ploty uvnitř byly školy, kulturní centra a dobře zásobené obchody. Do těchto obchodů pak později jezdili lidé z celé Olomouce a okolí pro potraviny, ošacení, domácí potřeby nebo elektroniku, docházelo k situacím, kdy  sovětské prodavačky odmítali některým českým občanům prodat některý sortiment. Přístup do těchto zón byl přísně kontrolován, i přesto místní často kšeftovali i se sovětskými důstojníky.  Budova Slovanského gymnázia tehdy sloužila jako ruská základní škola. V  Olomouci žilo 13 tisíc sovětských vojáků a 7 tisíc jejich rodinných příslušníků, proto je bylo nutné ubytovat. Vznikly tedy panelákové sídliště a vojenské objekty v lokalitách Černá cesta, Neředín a v prostoru okolo Tabulového vrchu za fakultní nemocnicí. Okupační správa měla zřízenou vlastní hromadnou dopravu mezi kasárnami a velitelstvím v centru města (dnes budova pedagogické fakulty). Během přesunu mezi Olomoucí a blízkým vojenským újezdem Libavá docházelo i k dopravním nehodám (např. řidič tanku usnul a narazil do domu v obci Tovéř). Přítomnost sovětských vojáků mezi občany města budilo negativní emoce a docházelo k vykrádání rekreačních chat okolo Olomouce, v roce 1981 došlo k nejhoršímu možnému zločinu sovětského vojáka ve čtvrti Břuchotín, kdy utloukl ženu a dvě malé děti, za tento kriminální čin byl voják sovětskou stranou popraven.  Na podzim roku 1989 probíhaly demonstrace s přáním odchodu okupační armády a převedení některých nemovitostí na místní univerzitu. Hlavní tváří těchto demonstrací byl první porevoluční rektor Josef Jařab. Do konce dubna 1990 Olomouc opustily sovětské bojové jednotky a většina těžké bojové techniky. Ve městě zůstaly po armádě panelové domy, které měly různou kvalitu provedení. Demolice všech objektů s tisíci byty  tehdy vycházela dráž jak rekonstrukce, i přesto v prostoru za nemocnici bylo počítáno využít prostor po sovětské armádě pro budoucí rozvoj nemocnice. Olomouc byla městem s největší sovětskou posádkou v bývalém Československu, sídlilo zde letectvo, protiletadlové vojsko, pontonový pluk, motostřelci. Velkým význam na tom měla vzdálenost k vojenskému újezdu Libavá. O přesném počtu pobývajících vojáků neměl tušení ani místní výbor KSČ. I po třiceti letech od odchodu sovětských vojsk dodnes nejsou zahlazeny všechny stopy po okupaci a na tabulovém vrchu lze vidět i dnes plot vymezující sovětský prostor. V některých budovách bydlí romská menšina. 
Po sametové revoluci byla obnovena obecní samospráva, Olomouc se opět stala statutárním městem, v jejímž čele stojí primátor. V roce 1995 Olomouc navštívil papež Jan Pavel II., při této příležitosti svatořečil Jana Sarkandra a povýšil kostel Navštívení Panny Marie na Svatém Kopečku na baziliku minor. Od roku 1996 zde svou činnost zahájil vrchní soud. Mezi dny 5. až 16. července 1997 město zasáhla rozsáhlá povodeň, která zastavila železniční provoz a poškodila část města (další významná povodeň se projevila 2. dubna 2006). Sloup Nejsvětější Trojice byl v roce 2000 zapsán do seznamu světového kulturního dědictví UNESCO a téhož roku se Olomouc stala sídlem Olomouckého kraje.

## Olomouc na historických mapách

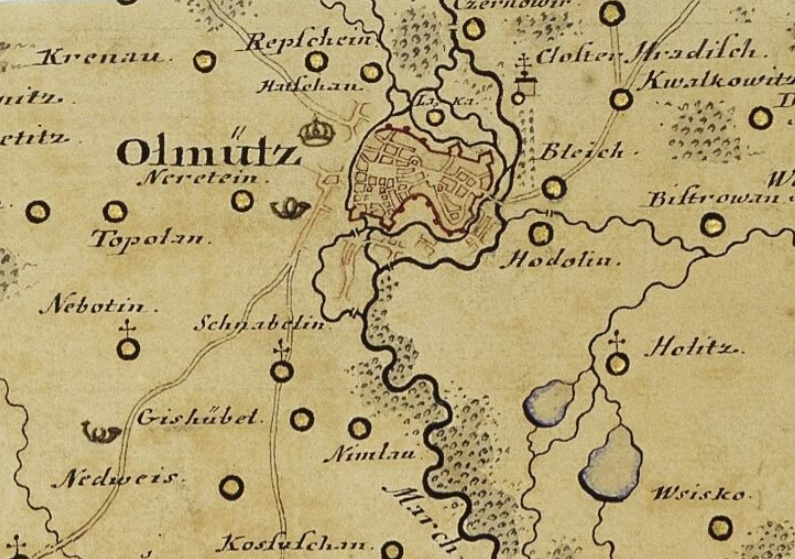
Olomouc na Müllerově rukopisné mapě Moravy z roku 1712
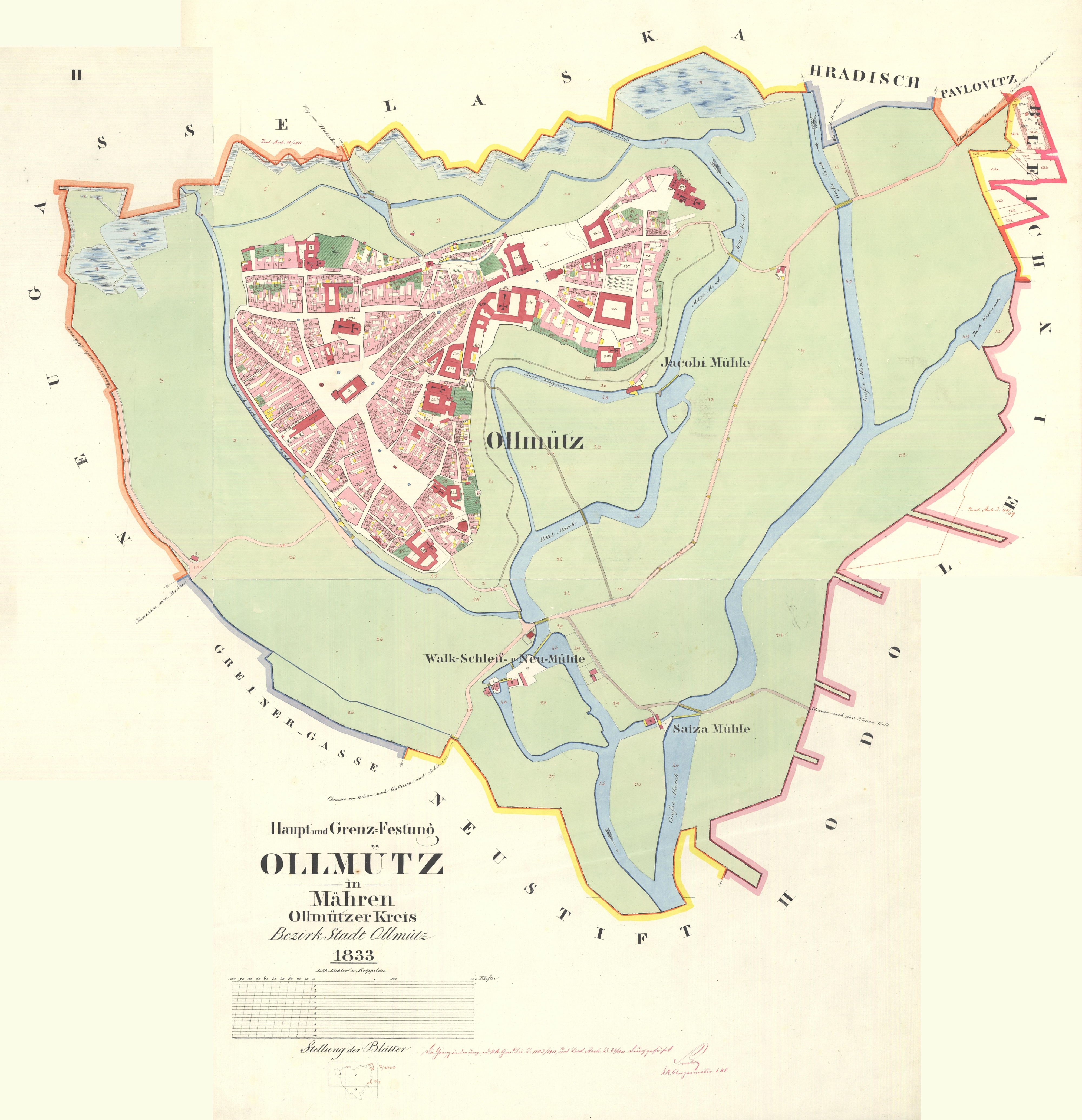
Olomouc v roce 1833 na císařském otisku mapy Stabilního katastru.
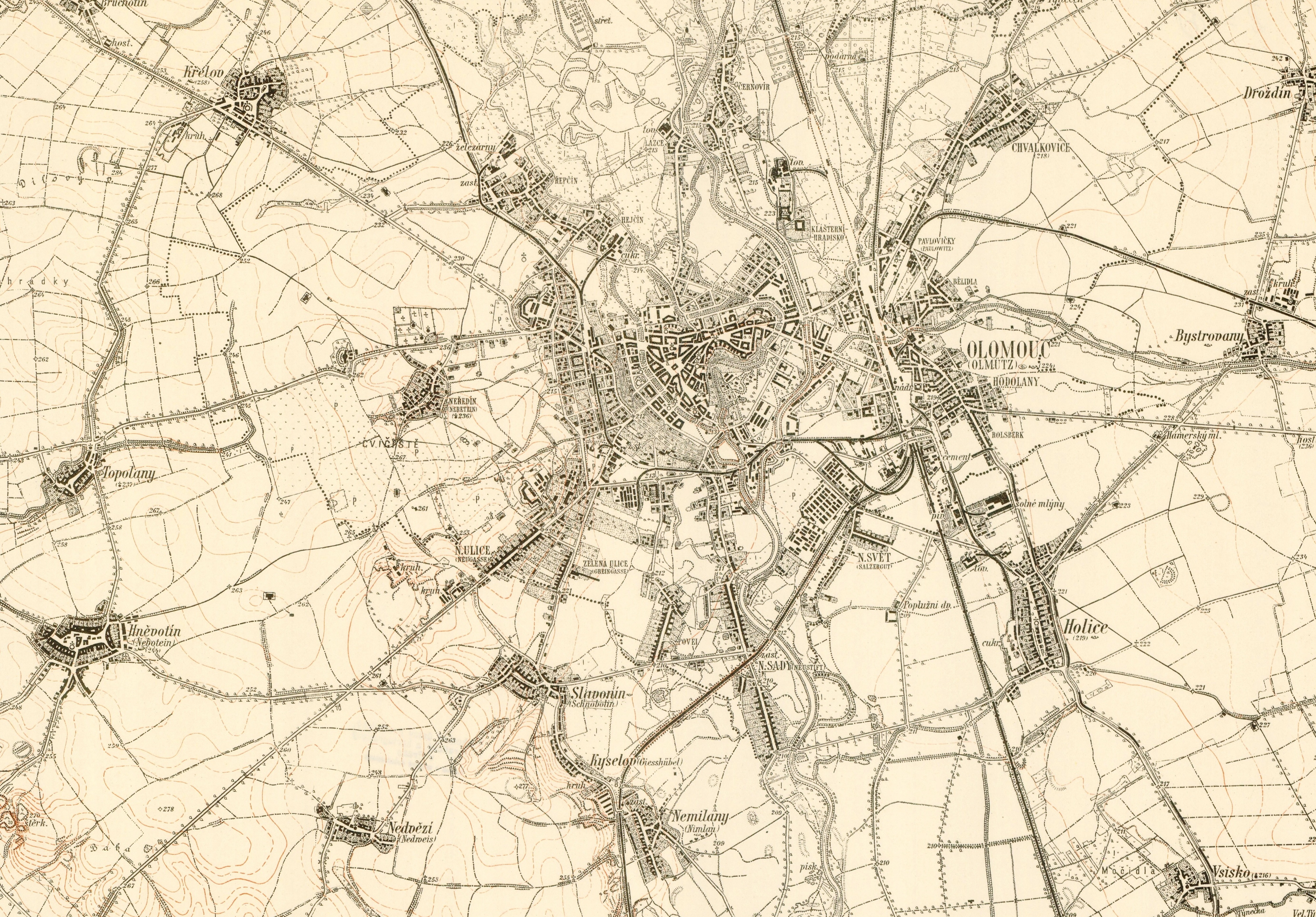
Olomouc a blízké okolí na mapě 3. vojenského mapování v měřítku 1:25 000, stav z roku 1929.
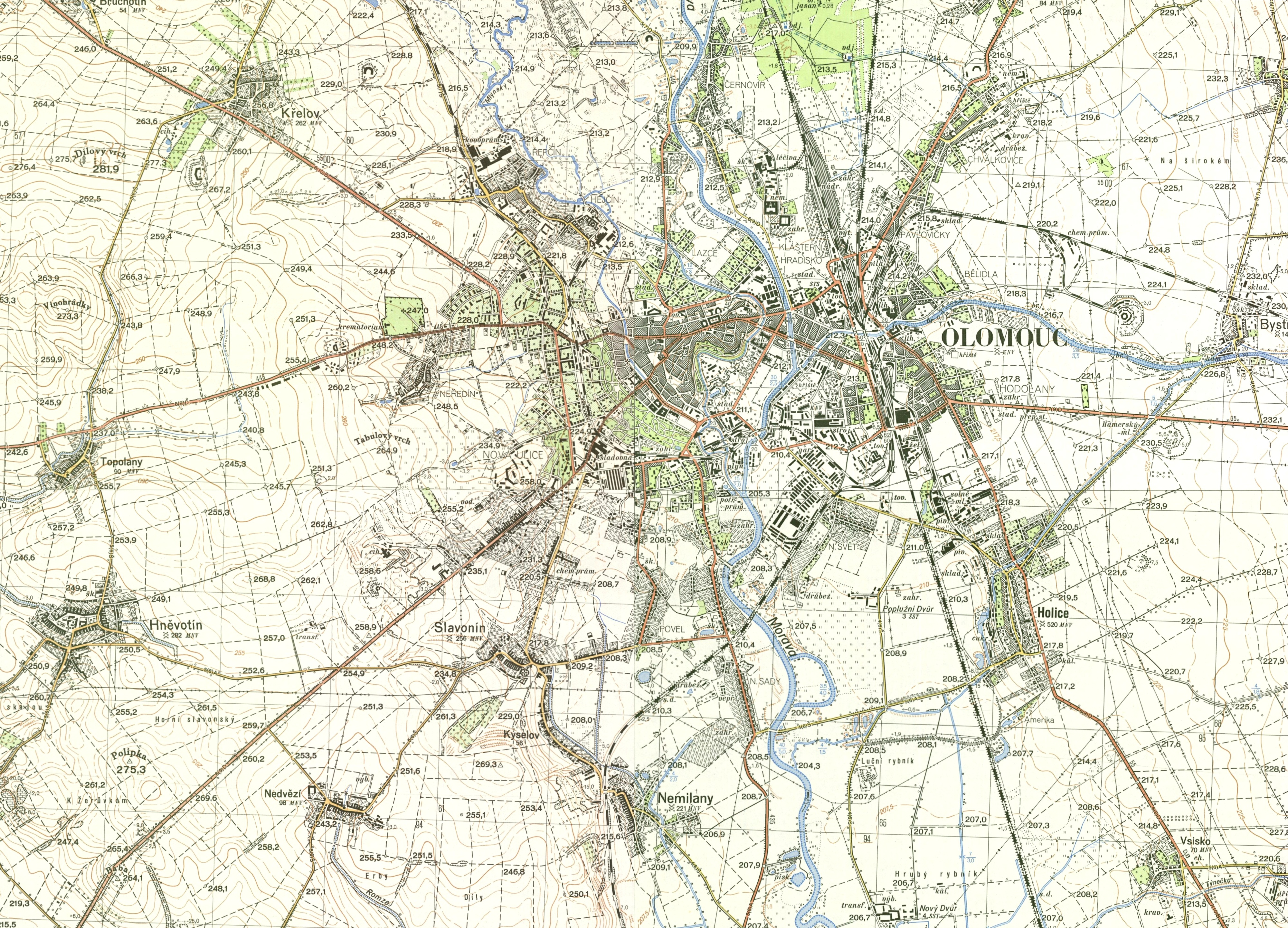
Topografická mapa z roku 1955 v  měřítku 1:25 000.

## Heraldika
Znakem města je již od konce 13. století šachovaná orlice. Má červený jazyk, což je také jediný rozdíl oproti moravské orlici, která má jazyk zlatý. Podobný znak mají např. města Znojmo a Jevíčko.
V roce 1758 olomoucká orlice získala rakouský náprsní štítek s písmeny „FMT“ (Franciscus, Maria Theresia – iniciály Františka I. a Marie Terezie). Kolem štítku byl zlatý řetěz symbolizující nedobyté hradby za obranu obléhané Olomouce proti Prusům. Písmena „SPQO“ (Senatus Populusque Olomouciensis, senát a lid olomoucký) jsou obdobou „SPQR“ (Senatus Populusque Romanus, senát a lid římský).
Nápis FMT byl odstraněn při vzniku Československé republiky roku 1918 a v roce 1934 byly odstraněny i písmena SPQO v rozích znaku. Ta se však na znak opět vrátila v roce 1993.

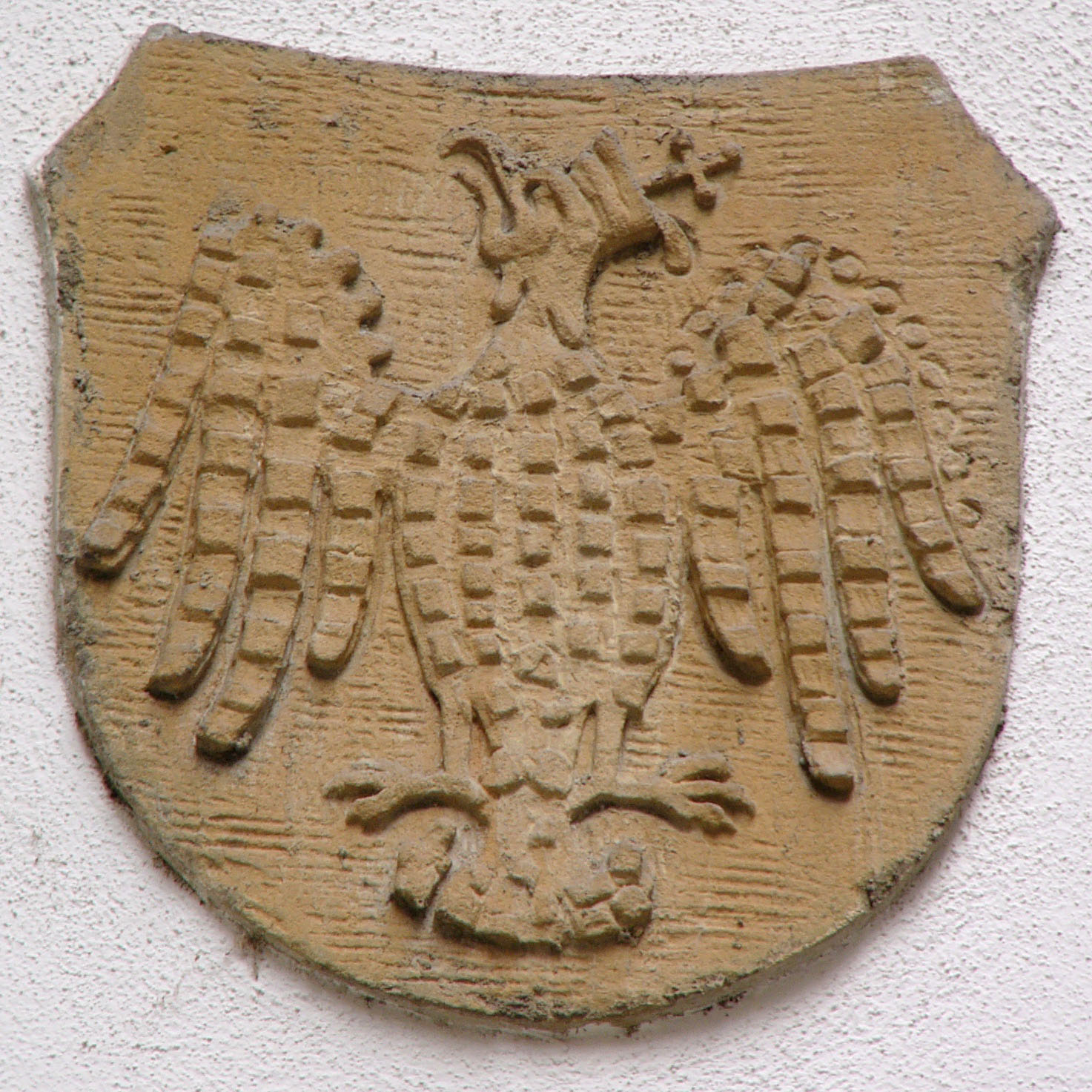
Starý znak města na olomoucké radnici
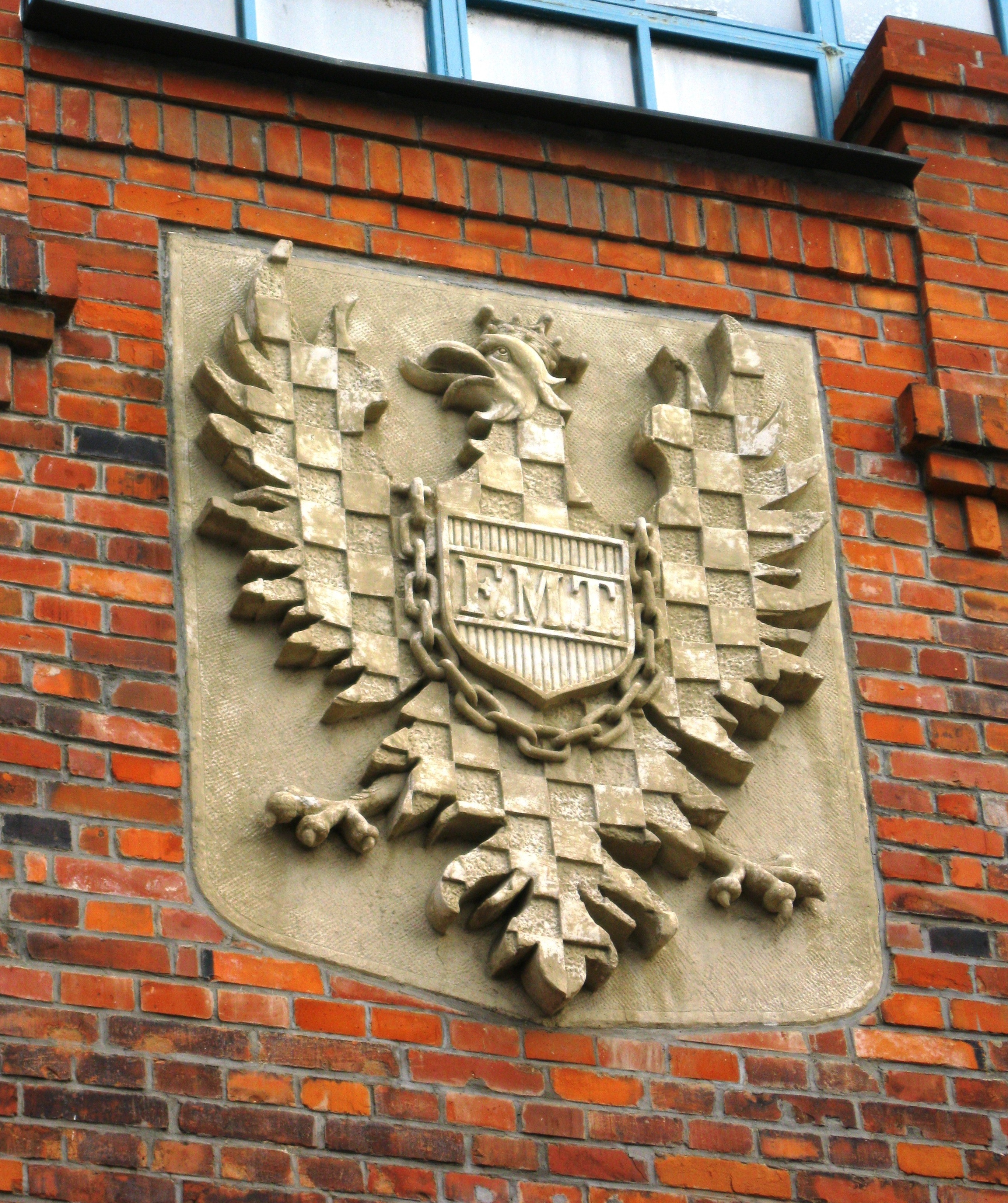
Olomoucká orlice s řetězem a písmeny FMT na rakouském štítku
Současný znak Olomouce